# Afronurus leytenensis
Afronurus leytenensis is een haft uit de familie Heptageniidae. De wetenschappelijke naam van de soort is voor het eerst geldig gepubliceerd in 2011 door Braasch.
De soort komt voor in het Oriëntaals gebied.